# Novoivanivka, Krasnohvardiiske
Novoivanivka (în ucraineană Новоіванівка) este un sat în comuna Amurske din raionul Krasnohvardiiske, Republica Autonomă Crimeea, Ucraina.

## Demografie
Componența lingvistică a localității Novoivanivka
     Rusă (57,89%)
     Tătară crimeeană (30,08%)
     Ucraineană (9,77%)
     Germană (2,26%)
Conform recensământului din 2001, majoritatea populației localității Novoivanivka era vorbitoare de rusă (57,89%), existând în minoritate și vorbitori de tătară crimeeană (30,08%), ucraineană (9,77%) și germană (2,26%).